# Distretto di Jing'an
Il distretto di Jing'an (cinese semplificato: 静安区; cinese tradizionale: 靜安區; mandarino pinyin: Jìng'ān Qū) è un distretto di Shanghai. Ha una superficie di 7,62 km² e una popolazione di 305.766 al 2010.